# Cornelia Connelly
Pour les articles homonymes, voir Connelly.
Cornelia Connelly, née le 15 janvier 1809, morte le 18 avril 1879, est une religieuse et pédagogue américaine, fondatrice d'une congrégation religieuse catholique enseignante féminine et des écoles Holy Child. 
Presbytérienne par sa naissance, orpheline à 14 ans, Cornelia adhère en 1831 à l'Église épiscopale américaine et épouse un prêtre épiscopalien, Pierce Connelly. En 1835, ils se convertissent tous deux au catholicisme. Cornelia Connelly est reçue dans l'Église catholique à La Nouvelle-Orléans. Pour son mari qui veut devenir prêtre catholique la démarche est plus longue, car le rite latin auquel il veut adhérer requiert une séparation des époux, et ils ont plusieurs enfants. Après réticence, Cornelia Connelly accepte finalement la séparation et prononce le vœu de chasteté perpétuelle pour permettre à son mari d'être ordonné prêtre.
Elle fonde alors la congrégation des sœurs du Saint Enfant Jésus (Society of the Holy Child Jesus), communauté de religieuses enseignantes. Elle crée et dirige une école pour 200 enfants avec en plus des cours du soir pour femmes adultes et les cours d'une école du dimanche. Elle prononce ses vœux définitifs en décembre 1847 et devient la supérieure générale de sa congrégation. Son mari lui retire alors ses enfants et cherche à la reprendre auprès de lui. Malgré les épreuves de la séparation, elle choisit de rester fidèle à ses vœux et à sa congrégation.
Elle innove par sa pédagogie ouverte et diversifiée, avec une discipline reposant sur la confiance et le respect mutuel.
Mère Cornelia Connelly est reconnue vénérable par le pape Jean-Paul II en 1992.

## Biographie

### Jeunesse
Cornelia Peacock est née à Philadelphie, dans l'État de Pennsylvanie, aux États-Unis. Elle est élevée dans la religion presbytérienne par son père, Ralph William Peacock Sr et sa mère, Mary Swope. Avant d'épouser son père, la mère de Cornelia, Mary Swope, avait épousé John Bowen Sr, un Jamaïcain propriétaire d'une plantation. Ils ont eu ensemble quatre enfants, dont seulement deux, une fille appelée Isabella et un fils appelé John Jr, sont parvenus à l'âge adulte. Quand John Sr meurt en 1794, les enfants prennent la direction de l'exploitation de la plantation et Mary Swope reçoit une rente annuelle de 1 655 dollars.
Après la mort de son père en 1818 et celle de sa mère en 1823, Cornelia Peacock est orpheline à l'âge de 14 ans. Elle va vivre alors avec sa demi-sœur Isabella et son mari, Austin Montgomery.

### Baptême épiscopalien, mariage
En 1831 elle est baptisée dans l'Église épiscopale et, en dépit des protestations de sa famille, épouse le Révérend Pierce Connelly, un prêtre épiscopalien. Cornelia avait été bien éduquée à domicile par ses tuteurs. Pierce Connelly est de cinq ans plus âgé qu'elle ; il est diplômé de l'université de Pennsylvanie.
Ils partent habiter tous les deux à Natchez dans le Mississippi, où Pierce Connelly accepte le poste de recteur de l'église épiscopalienne de la Sainte Trinité. Les différents récits parlent d'un couple très heureux et très bien accueilli par les paroissiens. Pierce Connelly effectue des investissements immobiliers qui lui réussissent, et il est nommé en 1835 président de la Convention épiscopale du Sud-Ouest, ce qui est de bon augure pour un futur épiscopat. À cette époque le couple a un fils, Mercer, et une fille, Adeline.

### Conversion au catholicisme

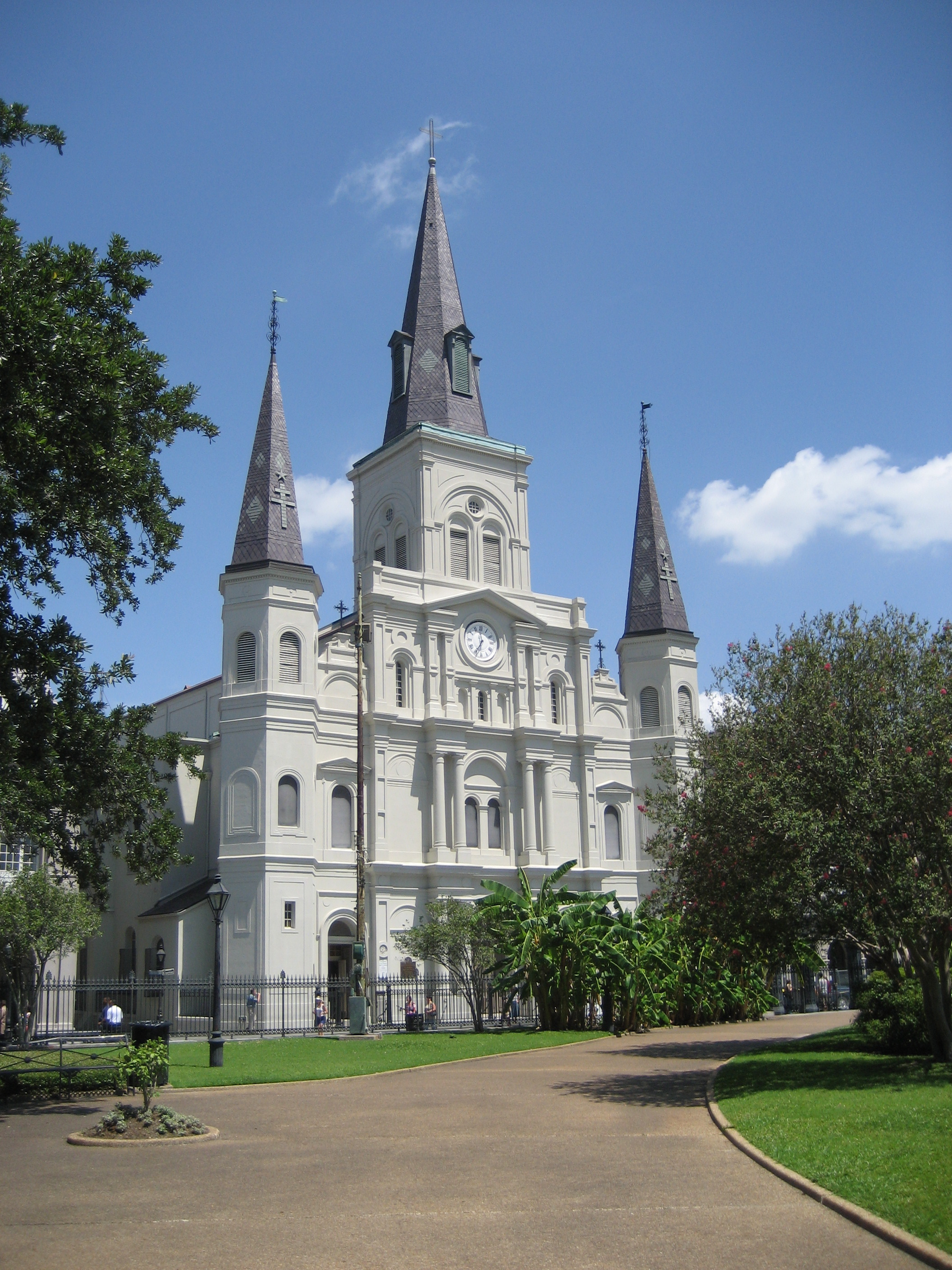
La cathédrale de La Nouvelle-Orléans, où elle devient catholique.

En 1835 une vague d'anti-catholicisme traverse les États-Unis, à cause de l'immigration massive de catholiques en provenance d'Europe. Les Connelly décident alors d'étudier le problème, et étudient la foi et les pratiques catholiques. Assez vite, Pierce Connelly en vient à douter de sa propre foi, au point qu'il démissionne de sa paroisse et part à Saint-Louis pour consulter l'évêque Joseph Rosati à propos d'une éventuelle conversion.
En agissant ainsi, Pierce sacrifie à la fois une carrière prometteuse et la sécurité financière de sa famille. Sa femme le soutient pleinement : « Je suis prête à accepter ce qu'il croit être le chemin du devoir ». Pierce emmène alors sa famille à Rome avant de s'engager. Pour sa part, Cornelia a déjà été reçue dans l'Église catholique pendant qu'ils attendaient à La Nouvelle-Orléans le passage pour l'Italie.
À Rome, Pierce Connelly demande son admission dans l'Église avec une telle conviction qu'après l'avoir rencontré en audience personnelle, le pape Grégoire XVI en est très ému. Deux mois plus tard il est reçu dans l'Église. L'ordination pose un autre problème. Le célibat étant requis des prêtres du rite latin, les officiels du Vatican suggèrent de prendre plutôt le rite oriental qui ordonne des hommes mariés. La question se pose d'autant plus du fait que son épouse Cornelia est de nouveau enceinte. Pierce est ambitieux et ne tient pas compte de ce conseil, car aux États-Unis il n'y a pas de paroisse de rite oriental qu'il puisse desservir, et seuls les célibataires peuvent devenir des évêques de rite oriental.

### Crise financière, drames familiaux
Par ailleurs la famille est heureuse à Rome, où ils demeurent au palazzo du catholique anglais John Talbot, comte de Shrewsbury. Les Connelly se rendent ensuite à Vienne, où naît leur troisième enfant, John Henry. Mais en juillet, une crise financière aux États-Unis oblige Pierce à retourner à Natchez pour chercher un emploi. Un poste lui étant proposé au collège jésuite de Grand Coteau en Louisiane, Pierce Connelley enseigne l'anglais, pendant que Cornelia, alors âgée de 29 ans, enseigne la musique dans une académie pour filles. Pour la première fois le couple est pauvre, mais les témoins affirment qu'ils sont assez contents.
Mais des drames surviennent aux Connelly. Pendant l'été 1839, leur quatrième enfant, Mary Magdalen, meurt six mois après sa naissance. Au début de 1840, encore en deuil de la mort de son bébé, Cornelia fait sa première retraite spirituelle de trois jours. En février, son fils de deux ans John Henry joue avec un chien, quand ce chien le pousse accidentellement dans une cuve de sucre bouillant. Aucun médecin n'a pu intervenir, et l'enfant très gravement brûlé est mort dans les bras de sa mère Cornelia au bout de 43 heures.

### Vocation de Pierce, séparation
Huit mois plus tard, pendant qu'il fait lui-même une retraite, Pierce informe Cornelia d'être maintenant sûr que sa vocation est d'être prêtre dans l'Église catholique. Cornelia sait que cela implique la séparation de vie et une coupure dans la famille. Elle le presse de considérer profondément sa vocation, à plusieurs reprises. Le couple accepte ensuite une période de célibat. Cornelia est de toute façon enceinte de leur cinquième enfant, Frank, qui naît au printemps 1841. En 1842, Pierce rompt avec sa famille.
Contre l'avis de l'évêque ami de la famille, Antoine Blanc évêque de La Nouvelle-Orléans, il vend leur maison et part en Angleterre, où il place leur fils Mercer, âgé de neuf ans, dans un Internat. Il tente ensuite d'entrer chez les Jésuites, sans succès. Cornelia Connelly reste avec les deux plus jeunes enfants dans un petit cottage sur les terres du couvent de Grand Coteau. Elle y mène une vie quasi-religieuse, toute de travail et de prière. En 1843, Pierce arrive à Rome, où le pape Grégoire lui demande d'amener sa famille pour que les autorités du Saint-Siège puissent également discuter avec Cornelia. Pierce retourne alors aux États-Unis, puis revient à Rome avec sa famille. Ils s'installent dans un grand appartement, à proximité du Palais Borghèse.
Après avoir reçu le consentement personnel de Cornelia à l'ordination de son mari, le pape obtient une permission rapide, et trois mois plus tard le couple est officiellement séparé. Cornelia emménage avec le bébé et sa nurse dans la maison des retraitants en haut de l'escalier de la Trinité-des-Monts, vivant comme une laïque aussi longtemps que son plus jeune fils a besoin d'elle. Sa fille Adeline vient à l'école du couvent, où sa mère enseigne l'anglais et la musique. De son côté, Pierce reçoit la tonsure et entreprend des études théologique, espérant devenir Jésuite. De toute façon le Vatican a prévu qu'une fois par semaine il puisse rendre visite à sa femme et à ses enfants ; mais les Jésuites désapprouvent des contacts aussi fréquents. En mai 1844, le pape Grégoire montre sa satisfaction de cette « grosse prise » pour l'Église qu'est un si grand poisson, tout frais tiré des eaux du Tibre.

### Fondation de la congrégation du Saint Enfant Jésus
Cornelia a eu une dernière conversation avec Pierce avant qu'il ne prenne les ordres majeurs. Elle argumente sur les problèmes de la séparation de la famille et lui demande de reprendre une vie de famille normale. Mais il insiste pour recevoir les ordres majeurs. Alors elle accepte, conformément aux exigences du droit canon, de prononcer le vœu de chasteté perpétuelle, permettant ainsi à son mari d'être ordonné diacre puis prêtre.
En juin, Pierce est ordonné prêtre catholique et célèbre sa première messe, donnant à sa fille Adeline sa première communion, pendant que Cornelia chante dans le chœur.
Cornelia Connelley a alors 36 ans et doit travailler à construire son propre avenir. Le cardinal-vicaire de Rome l'assure que son premier devoir est de prendre soin de sa fille Adeline, âgée de 10 ans, et de son fils Frank, âgé de 5 ans, et qu'elle n'a aucune obligation de devenir religieuse. Elle est de toute façon invitée en Angleterre pour l'éducation des filles catholiques et des pauvres. Avec l'aide de Pierce, qui est aidé lui-même comme chapelain de Lord Shrewsbury, elle liste un ensemble de règles pour une nouvelle congrégation religieuse, qu'elle veut appeler la congrégation du Saint Enfant Jésus (Society of the Holy Child Jesus, S.H.C.J.). Pour éviter de scandaliser les protestants anglais, l'évêque Nicholas Wiseman met fin à l'autorisation de visite que le couple avait à Rome. La correspondance doit être leur seul moyen de contact dans le futur. Angoissant Cornelia, l'évêque Wiseman insiste aussi pour qu'elle envoie Adeline et Frank en pensionnat.

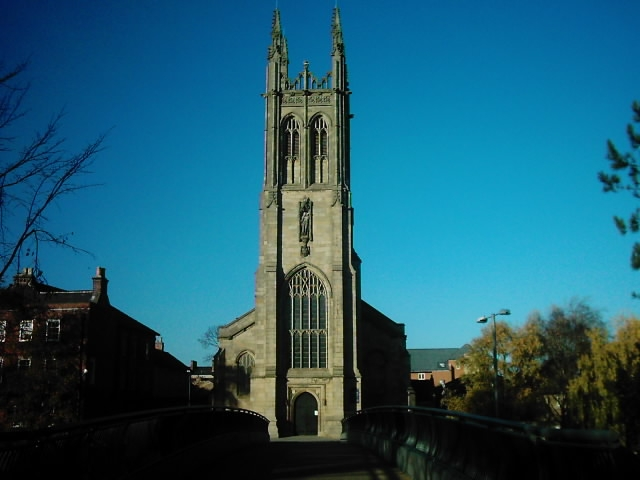
St. Mary's Church, à Derby, où elle implante son école.

Cornelia est envoyée dans un grand couvent, à St. Mary's Church, à Derby. Elle fait rapidement fonctionner une école de jour pour 200 écoliers, une école du soir pour les ouvrières des usines, et un programme très chargé d'école du dimanche, en même temps qu'elle forme les novices de sa congrégation du Saint Enfant Jésus. L'institution a des constitutions basées sur celles des Jésuites. Elle a vocation à enseigner aux jeunes femmes, et à gérer des écoles surtout aux États-Unis.
Après une année de séparation totale, Pierce arrive un jour sans prévenir au couvent pour voir sa femme. Cornelia, contrariée, lui dit de ne pas répéter sa visite. Il lui écrit alors une lettre de reproche ; elle répond avec amertume, reconnaissant qu'il continue de l'attirer physiquement, et qu'elle éprouve des difficultés à le surmonter.
Elle prononce ses vœux perpétuels en décembre 1847 en tant que religieuse, et elle est formellement installée comme supérieure générale de la congrégation. Pierce n'assiste pas à la cérémonie, jaloux de l'autorité de l'évêque Wiseman sur sa femme. En janvier 1848, il retire les enfants de leur école sans informer leur mère. Il place Frank, 6 ans, dans une maison secrète, pendant qu'il emmène Mercer et Adeline avec lui en Europe, espérant que Cornelia suivrait. Au lieu de cela, elle promet de rester fidèle à ses obligations de supérieure de la nouvelle communauté. Pierce part alors à Rome et s'y présente comme le fondateur de la congrégation du Saint Enfant Jésus, présentant à la Congrégation pour la propagation de la Foi sa propre version de la congrégation, en espérant pouvoir ainsi prendre le contrôle sur sa femme. Il est contredit par Cornelia quand elle entend parler de cela ; mais il reste enregistré comme cofondateur de la congrégation, ce qui provoque des confusions plus tard.
À son retour, Pierce appelle Cornelia et lui donne un présent de la part du pape Pie IX. Mais elle refuse de le voir, à moins qu'il laisse Adeline revenir à elle. Il est atterré lorsque l'évêque Wiseman, ne pouvait faire face aux dépenses dues aux écoles, demande à Cornelia d'installer ses religieuses dans son district de St Leonards-on-Sea dans le Sussex. Il pense que c'est une ruse de l'évêque pour avoir plus de contrôle sur elle.
Il entame une action en justice contre elle, l'affaire Connelly v. Connelly fait du bruit et devient un scandale que, selon Pierce, Cornelia ne peut éviter qu'en revenant vivre avec lui. Lord Shrewsbury lui demande de quitter l'Angleterre pour ne pas gêner l'Église catholique anglaise ; elle refuse, pensant qu'elle trahirait ses vœux et son institut. Mgr Wiseman appuie sa décision et fournit des avocats pour sa défense. Mais la cour est protestante. La déclaration signée par Pierce omet sa conversion au catholicisme ainsi que sa séparation et son ordination comme prêtre catholique. Elle demande que Cornelia soit « obligée par la loi à revenir et à lui rendre ses droits conjugaux ». Les avocats de Cornelia présentent les faits omis, mais après un an, le juge se prononce contre l'acceptation de son allégation, le droit romain n'étant pas contraignant en Angleterre. Cornelia a deux options : le retour forcé à Pierce ou la prison. Pour le lui éviter, ses avocats font appel de la cause devant le Conseil privé. L’opinion publique est favorable à Pierce et, au moment de Guy Fawkes, les manifestants portent des effigies de Wiseman et de Cornelia à Chelsea. Elle et l'évêque sont dénoncés dans les chaires protestantes. Enfin, le Conseil privé suspend le jugement en faveur de Pierce, le condamnant aux dépens à ce jour pour les deux parties, condition préalable à une seconde audience. Cornelia doit payer ces frais qu'elle ne peut pas se permettre ; elle est en effet la gagnante et ne peut être forcée de lui revenir. Mais elle ne peut pas récupérer la garde de ses enfants car, en vertu de la loi britannique, la femme et les enfants d'un homme sont sa propriété. Mercer est envoyé chez un oncle aux États-Unis et Frank est placé dans une école. Pierce lui-même gagne sa vie en écrivant des tracts contre les jésuites, le pape, la morale catholique et le cardinal Wiseman, qui servent tous à garder Cornelia aux yeux du public dans la mesure où elle doit prendre des précautions contre un enlèvement par son mari. Lorsque l'affaire est classée en 1857, Pierce emmène Adeline et Frank à l'étranger. Il garde Adeline avec lui, l'habillant avec des vêtements de petite fille, pendant que Frank s'installe à Rome et devient un peintre renommé. Dévoué à sa mère, il déteste l'Église catholique pour avoir détruit le foyer de son enfance et la vie de ses parents. Cornelia n'a jamais revu Mercer, il meurt à 20 ans de la fièvre jaune à la Nouvelle-Orléans.
La séparation d'avec ses enfants est la plus grande souffrance que Mère Cornelia ait enduré. Elle dit elle-même que la congrégation du Saint Enfant est « fondée sur un cœur brisé ».

### Pédagogie

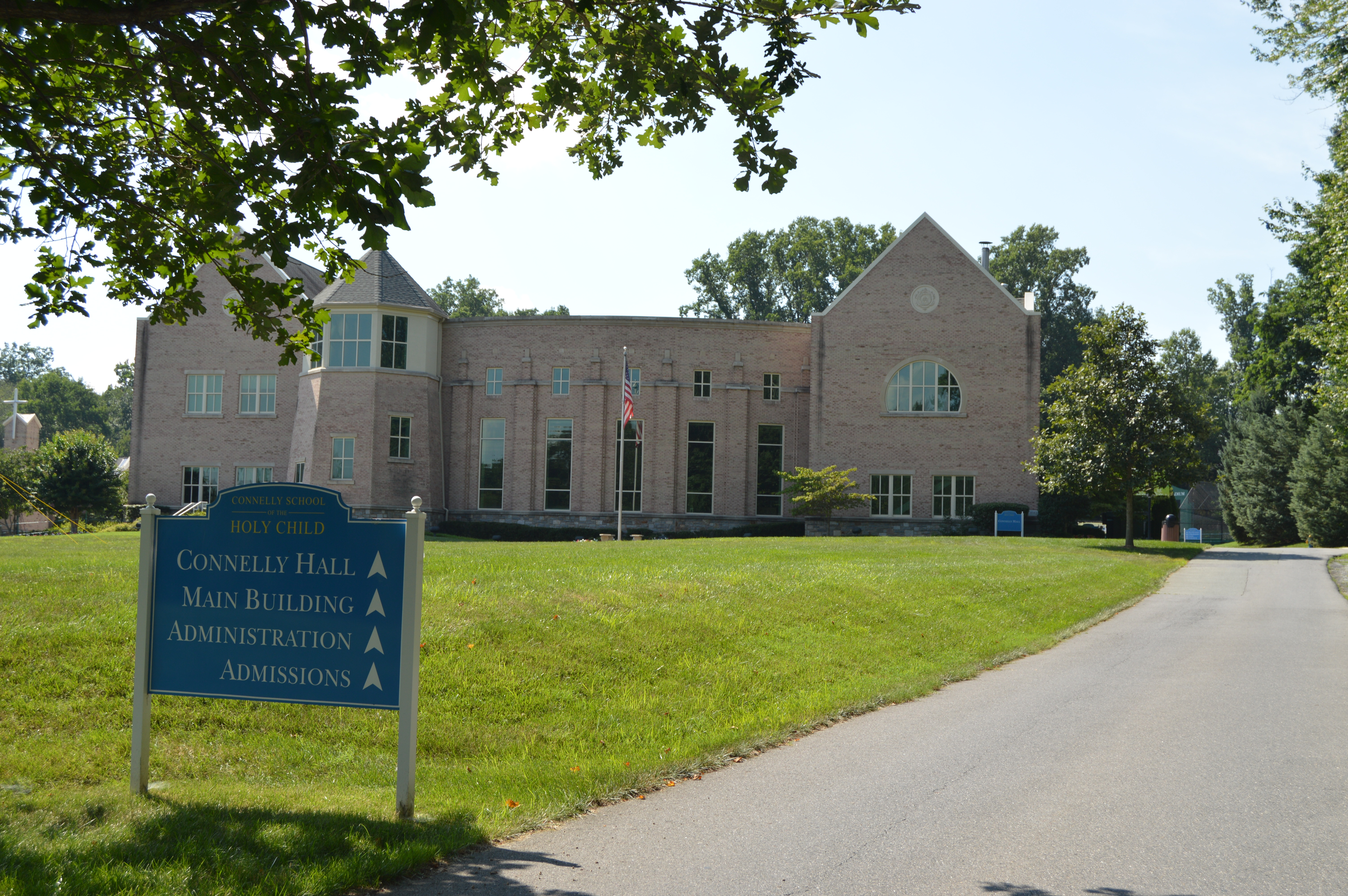
La Connelly School of the Holy Child, dans le Maryland.

En dépit de la situation économique difficile dans laquelle se trouve son école dans le Sussex, Cornelia Connelly insiste pour que des écoles de jour restent réservées à ceux qui en ont les moyens, ainsi que des écoles gratuites pour ceux qui ne le peuvent pas.
Pour ses plus brillantes élèves filles, elle introduit les écrivains grecs et latins à la traduction - des cours qui étaient par ailleurs réservés aux élèves masculins. Au milieu de la révolution darwinienne, elle enseigne la géologie ses élèves. Elle les encourage à s'adonner à l'art, à la musique, au théâtre, à danser la valse ou la polka, et à jouer au whist.
Son attitude vis-à-vis de la discipline est que l'école doit être un foyer, les religieuses sont des mères qui doivent aimer, faire confiance et respecter leurs élèves. N'aimant pas les règles habituelles de surveillance constante, elle encourage la confiance mutuelle et le respect des différents talents.

### Décès, postérité
Mère Cornelia Connelly meurt le 18 avril 1879 à St Leonards-on-Sea, dans le Sussex, où elle avait installé une école.
À la fin du XXe siècle, les Sœurs du Saint Enfant Jésus servent dans quatorze pays et s'efforcent de vivre la vie apostolique comme Cornelia, cherchant à satisfaire les besoins de leur temps par des œuvres de miséricorde spirituelle. Ils sont engagés dans l'éducation et les ministères spirituels et pastoraux connexes.
En 1992, l'Église catholique proclame Cornelia « vénérable ».